# Sigismund Badehorn
Sigismund Badehorn (* 21. Mai 1585 in Großenhain; † 5. Juli 1626 in Grimma) war ein deutscher lutherischer Theologe.

## Leben
Der Sohn des Tuchhändlers Johann Badehorn hatte 1600 die Thomasschule zu Leipzig bezogen. Ab 1605 frequentierte er die Universität Leipzig, wofür er 1606 ein kurfürstliches Stipendium erhielt. 1609 schloss er das Studium ab und erhielt 1607 den Grad eines Baccalaureus artium., am 26. Januar 1609 den Grad eines Magister artium sowie 1609 den Grad eines Baccalaureus der Theologie. Im Folgejahr ernannte ihn die Universität zum außerordentlichen Professor der Hebräischen Sprache. Am 18. September 1611 wurde Badehorn in Wittenberg ordiniert, als Diakon in Torgau. In Torgau wurde er 1612 dritter Diakon und 1618 zweiter Diakon. Am 18. Februar 1622 wurde er zum Pfarrer und Superintendenten von Grimma berufen. Hierzu wurde er im selben Jahr am 10. April in Dresden konfirmiert und am 16. September vom Leipziger Superintendenten Vincentius Schmuck in sein Amt eingeführt.
1612 verheiratete sich Badehorn in Torgau mit Maria, der einzigen Tochter des Torgauer Superintendenten Tobias Beuther. Seine Frau überlebte ihn mit einem Sohn Tobias Badehorn und den beiden Töchtern Anna Sophie Badehorn, welche den Notar und Juristen Caspar Phemel in Torgau heiratete, sowie Anna Maria Badehorn. Letztere hatte in erster Ehe den Weidenhainer Pfarrer Christoph Zöllner geheiratet und in zweiter Ehe 1637 Andreas Anger.

## Werke
- Christliche Leichenpredigt. Bey dem Volckreichen ansehnlichen Leichbegengnüß der weiland Erbarn recht Christlichen und viel Ehrentugendreichen Matronen Frawen Magdalenae, Des weiland Ehrnvesten und Hochgeachten Herrn Christophori Gerlachs Fürstlichen Brandeburgischen Rentmeisters zu Cüstrin nunmehr seligen hinderlassenen Witwen. Welche den 12. Aprilis kurtz vor 6. Uhren gegen Abend Anno 1619. in Gott selig entschlaffen und den 14. desselben Ehrlicher weise ist zur Erden bestetiget worden (Leipzig 1619)
- De Iesu Christi, Qui Panis Ille Vitae Est, Incarnatione, & dono vivificandi (Wittenberg 1615; mit Friedrich Balduin)
- Euthanasia Christianorum, Auß den letzten Worten Jesu Christi am Stam des Creutzes Luc. 23. v. 46. Abgehandelt Bey dem […] Leichbegängnüß des […] Herrn Anthonii Unruhens Gewesenen Bürgermeisters zu Torgaw nunmehr Seeligen Welcher am 10. Aprilis des 1620. Jahres […] entschlaffen. Und folgends am Charfreytage […] zur Erden bestetiget worden (Wittenberg 1620)